# Mycetochara humeralis
Mycetochara humeralis es una especie de escarabajo del género Mycetochara, familia Tenebrionidae, orden Coleoptera. Fue descrita científicamente por Fabricius en 1787.
La especie se mantiene activa durante todos los meses del año excepto en marzo.

## Distribución
Se distribuye por Países Bajos, Rusia, Bulgaria, Bielorrusia, Polonia, Suecia, Reino Unido, Francia, Noruega, Suiza, Austria, Italia, Estonia, Alemania y Finlandia.